# 旷广
旷广（？年—？年），字自約，四川青神人，清朝政治人物，康熙五年丙午科舉人。